# Roberto Campiotti
Roberto Campiotti (ur. 31 października 1955 w Varese) – włoski duchowny katolicki, biskup Volterry od 2022.

## Życiorys
Święcenia kapłańskie otrzymał 16 czerwca 1979 i został inkardynowany do archidiecezji mediolańskiej. Przez wiele lat pracował jako duszpasterz parafialny i jako katecheta w mediolańskich szkołach. W 2010 mianowany rektorem Międzynarodowego Kolegium św. Karola Boromeusza w Rzymie.
12 stycznia 2022 papież Franciszek mianował go ordynariuszem diecezji Volterra. Sakry udzielił mu 26 lutego 2022 metropolita Mediolanu – arcybiskup Mario Delpini.